# Gazzetta provinciale di Brescia
La Gazzetta provinciale di Brescia è stata una testata politica della città bresciana, pubblicata nei mesi successivi alla seconda guerra d'indipendenza.

## Storia
Il giornale operò come organo di stampa del Circolo Nazionale, un'associazione politica vicina alla sinistra liberale bresciana, coordinata da Francesco Cuzzetti e Giuseppe Zanardelli.
Sostituì l'omonima rivista, che per il tutto il periodo asburgico, sotto diverse testate, pubblicò in città gli atti e gli avvisi ufficiali senza alcun commento di cronaca locale. Le pubblicazioni iniziarono il 14 giugno 1859, tre giorni dopo l'abbandono del Castello di Brescia da parte dell'esercito asburgico durante la Seconda guerra d'indipendenza. Il primo numero della nuova testata non riprendeva la numerazione del giornale che sostituiva, ma aveva il numero 47: secondo Faini, fu una decisione presa per segnalare la continuità con la «Gazzetta di Brescia», rivista pubblicata per 45 numeri durante i moti del 1848, quando la città cidnea era retta da un Governo provvisorio.
Il giornale era pubblicato due volte alla settimana: il martedì e il venerdì. Oltre a notizie di carattere locale, si potevano leggere i comunicati e i proclami dell'autorità municipali e dei commissari straordinari. Tra i collaboratori, oltre a Zanardelli e Cuzzetti, ci furono diverse personalità politiche della sinistra locale come Cesare Beccalossi, Federico Odorici e Bonaventura Gerardi. S'intrattennero rapporti anche con i giornali locali di altre province, in particolare con il milanese Il Pungolo.
Dopo la Pace di Zurigo, il giornale si dedicò a propagandare le personalità del Circolo Nazionale sia alle elezioni amministrative del 1860 sia a quelle politiche del medesimo anno.
Dal 3 gennaio 1860, iniziò la pubblicazione trisettimanale uscendo il martedì, il giovedì e la domenica. Cessò le pubblicazioni il 30 giugno.